# شپشک‌های نخلی
شپشک‌های نخلی (نام علمی: Phoenicococcidae) نام یک تیره از بالاخانواده شپشک است.